# Міксина атлантична
Міксина атлантична (Myxine glutinosa) — вид міксин, роду Міксина родини Міксинові. Інші назви міксина європейська, звичайна міксина.

## Опис
Загальна довжина сягає 45-70 см, іноді зустрічаються особини до 79 см. Присутня непарна ніздря, що розташована на кінці голови та сполучається з горлом. Рот і ніздря обрамлені 6-8 м'ясистими вусиками. Зябровий скелет складається з невеликого числа хрящових пластинок. Кровоносна система незамкнута, є основне серце і 3 додаткових. Очі затягнуті шкірою. Світлочутливі клітини розташовуються навколо клоаки.

## Спосіб життя
Мешкає на глибині від 20 до 350 м і навіть до 1100 м. Велику частину часу проводить на дні, зарившись у мул. Пристосовані до тиску, властивому глибині понад 25 м. При подразненні виділяє величезну кількість слизу, яка служить захистом при ендопараразитичному способі життя від травних соків хазяїна. Дві або три особини, поміщені в глечик води, за короткий термін перетворюють її в драглисту рідину.
На полювання виходить вночі. Здобиччю її стають риби, що потрапили в мережі або ослаблені хворобами. Якщо жертва ще досить активна і здатна до опору, міксина проникає до неї під зяброву кришку і рясно виділяє слиз. Ослизлі зябра перестають нормально функціювати, і жертва гине від задухи. Їсть здобич і поодинці й спільно. Улюблена їжа — осетер, пікша, тріска, скумбрія та оселедець.
Статева зрілість настає по досягненні 25-26 см. Кожна самка відкладає на глибинах близько 90-270 м від 12 до 30 яєць.
Міксина — небезпечний шкідник, через те, що нападає на риб, спійманих в невід. Міксина з'їдає нутрощі спійманих риб і, таким чином, знецінює улов. Відомий випадок, коли з однієї тріски було витягнуто 125 міксин. Великого промислового значення міксина не має. Міксина, поміщена в акваріум, швидко гине.

## Розповсюдження
Мешкає біля узбережжя Атлантичного океану, біля берегів Північної Амерпики та Європи.